# Eubasilissa tibetana
Eubasilissa tibetana is een schietmot uit de familie Phryganeidae. De soort komt voor in het Oriëntaals gebied.